# Onychogomphus costae
Onychogomphus costae – gatunek ważki z rodziny gadziogłówkowatych (Gomphidae).